# Mitracamenta adelpha
Mitracamenta adelpha är en skalbaggsart som beskrevs av Hermann Julius Kolbe 1914. Mitracamenta adelpha ingår i släktet Mitracamenta och familjen Melolonthidae. Inga underarter finns listade i Catalogue of Life.